# Средний дриас
Средний дриас — климатический период между бёллингским и аллерёдским потеплениями времён последнего оледенения эпохи плейстоцена. Похолодание среднего дриаса происходило около 14,1—13,9 тысяч лет назад. Период назван по растению альпийской тундровой зоны дриада, лат. Dryas, которое было широко распространено в этот климатический период и стало его индикатором.
Это был переменно холодный и сухой период в последовательности Блитта-Сернандера. В климатологической последовательности средний дриас наблюдается только в ряде регионов, в зависимости от широты. В тех регионах, где он не наблюдается, бёллингское и аллерёдское потепления объединяются в один период бёллинг-аллерёд. Свидетельства древнего дриаса наиболее сильны на севере Евразии, и примерно соответствуют пыльцовой зоне Ic.
| Хронология                        | Похолодание/потепление (Восточная/Западная Европа) | Начало (тыс. лет назад) / ИКС (MIS) |
| --------------------------------- | -------------------------------------------------- | ----------------------------------- |
| Голоцен                           | Пребореальный период                               | Менее 11,7                          |
| Позднеледниковье                  |                                                    |                                     |
| Поздний дриас                     | 12,7                                               |                                     |
| Аллерёдское потепление            | 13,9                                               |                                     |
| Средний дриас                     | 14,1                                               |                                     |
| Бёллингское потепление            | 14,7 (MIS 1)                                       |                                     |
| Поздний пленигляциал              |                                                    |                                     |
| Ранний дриас                      | 16,9                                               |                                     |
| Вепсовская (Мекленбургская) фаза  | ~18                                                |                                     |
| Едровская (Померанская) фаза      | ~20                                                |                                     |
| Бологовская (Франкфуртская фаза)  | ~22,3                                              |                                     |
| Усвячская (Бранденбургская) фаза) | 24 (MIS 2)                                         |                                     |
| Дунаевское (Денекамп)             | ~28,2                                              |                                     |
| Средний пленигляциал              |                                                    |                                     |
| Шенское                           | ~30                                                |                                     |
| Ленинградское (Хенгело)           | ~39                                                |                                     |
| Ленинградское (Моерсхофт)         | ~47                                                |                                     |
| Кашинское (Эберсдорф)             | ~50                                                |                                     |
| Красногорское (Глинде)            | ~55,5                                              |                                     |
| Красногорское (Оерел)             | 58 (MIS 3)                                         |                                     |
| Ранний пленигляциал               |                                                    |                                     |
| Шестихинское (Шалкхольц)          | ~70 (MIS 4)                                        |                                     |
| Круглицкое (Оддераде)             | ~77 (MIS 5a)                                       |                                     |
| Лапландское (Редерсталь)          | ~85 (MIS 5b)                                       |                                     |
| Верхневолжское (Брёруп)           | ~93                                                |                                     |
| Верхневолжское (Амерсфорд)        | ~100 (MIS 5c)                                      |                                     |
| Курголовское (Хернинг)            | ~112 (MIS 5d)                                      |                                     |
| Микулинское межледниковье         |                                                    |                                     |
| ←Эемское потепление               | 128—117 (MIS 5e)                                   |                                     |

## Хронология
По данным изотопа кислорода 18О в Гренландии средний дриас выглядит как пик, направленный вниз, представляющий собой небольшой разрыв между бёллингским и аллерёдским потеплениями. Такая конфигурация вызывает затруднения с определением точных хронологических границ, поскольку средний дриас, по сути, является скорее точечным событием, чем сегментом, достаточно малым для погрешности радиоуглеродной датировки.
Оптимальный подход пытается включить средний дриас в последовательность точек, максимально близких друг к другу (высокое разрешение) или к известным событиям. К примеру, пыльца с острова Хоккайдо в Японии показывает пик пыльцы лиственницы и упадок сфагнума около 12 400—11 800 годов до н. э. (некалибр.), 14 600—13 700 лет назад (калибр.). В Белом море охлаждение произошло около 14 700—13 400/13 000 лет назад, что привело к расширению ледника на начальном этапе аллерёдского потепления. В Канаде фаза озера Шули (Shulie) (новое расширение ледника) датируется около 14 000—13 500 лет назад. С другой стороны, хронология донных отложений на юге Швеции указывает на диапазон 14 050—13 900 лет назад.
Установление точных границ древнего дриаса остаётся пока не до конца решённой задачей в климатологии.

## Характеристика
В Северной Европе чередовались полосы степей и тундры, в зависимости от границы вечной мерзлоты и географической широты. В более влажных регионах вокруг озёр и рек имелись густые заросли карликовой берёзы, ивы, облепихи и можжевельника. В речных долинах и на возвышенностях к югу росли открытые берёзовые леса.
Первые деревья, берёза и сосна, распространились в северной Европе за 500 лет до начала данного периода. Во время среднего дриаса ледник[какой?] начал расширяться, граница распространения деревьев отодвигалась к югу, а место деревьев заняла смесь травянистых и холодоустойчивых видов альпийской климатической зоны. Этот тип биома известен под названием «парковая тундра» (en:Park Tundra), «арктическая тундра», «арктические растения-первопроходцы» (Arctic pioneer vegetation) или «берёзовый лес». В настоящее время подобная растительность существует в переходной зоне между тайгой и тундрой в Сибири. В те времена она простиралась относительно непрерывной полосой от Сибири до Британии, которая была соединена сушей с Европой.
На северо-западе Европы находилось Балтийское ледниковое озеро, край которого был покрыт границей ледника. Существовал сухопутный коридор между Данией и Южной Швецией. Большая часть Прибалтики и Финляндии была покрыта льдом или озером большую часть данного периода. Северная часть Скандинавии была покрыта ледником. Между Британией и европейским континентом находилась суша, покрытая пологими холмами и изобиловавшая животными. Современные археологи обнаружили многие тонны костей на дне Северного моря, где когда-то находилась эта суша, условно обозначаемая как Доггерленд.
Приведенный ниже краткий перечень флоры и фауны представляет лишь небольшую долю от общей численности видов, чьи останки, обнаруженные археологами, относятся к тому периоду. Многие семейства насчитывали больше видов, чем в настоящее время, а в последнее межледниковье их было ещё больше. Массовое вымирание видов, в особенности млекопитающих, продолжалось в конце плейстоцена и продолжается по настоящее время.

## Флора
Растительные виды среднего дриаса обычно находят в торфяных осадках. Индикаторными видами периода являются растения альпийской зоны:
- Берёза пушистая (Центральная Европа)
- Сосновые (Польша)
- Дриада восьмилепестная
- Карликовая ива
- Кисличник двустолбчатый

Известные травянисто-кустарниковые виды:
- Полынь
- Эфедра
- Облепиха

## Фауна
На равнинах арктического типа и в кустарниковой зоне преобладали животные, жившие крупными стадами, в основном равнинного типа. Парнокопытные:
- Степной зубр
- Северный олень
- Большерогий олень
- Лось
- Благородный олень
- Мускусный бык
- Сайга

Непарнокопытные:
- Дикая лошадь
- Шерстистый носорог

Хоботные:
- Шерстистый мамонт

Благодаря такому разнообразию и численности крупных травоядных животных велико было и разнообразие хищников, таких, как: Медвежьи:
- Бурый медведь
- Пещерный медведь

Гиеновые:
- Пятнистая гиена

Кошачьи:
- Пещерный лев

Собачьи:
- Волк
- Песец

Куньи:
- Росомаха

В море также водились хищники, выжившие до настоящего времени. Тюленевые:
- Гренландский тюлень
- Кольчатая нерпа

Моржовые:
- Морж

Среди китовых:
Зубатые киты:
- Белуха

Дельфиновые:
- Косатка

Усатые киты:
- Серый кит

В нижней части пищевой цепи находились:
Зайцевые:
- Донской заяц (позднее вымер)

Пищуховые:
- Пещерная пищуха (позднее вымерла)

Хомяковые:
- Сибирский лемминг и другие лемминги
- Степная пеструшка
- Узкочерепная полёвка
- Водяная полёвка

Беличьи:
- Суслик

Тушканчиковые:
- Большой тушканчик

## Археология
Евразия была населена кроманьонцами, которые находились на культурной стадии верхнего палеолита. Племена людей выживали, охотясь на равнинных млекопитающих. На севере Европы их основной добычей был северный олень; на территории Украины — шерстистый мамонт. Они обитали в хижинах и изготавливали свои орудия, собираясь вокруг лагерных костров. В жилищах на Украине в качестве строительного материала использовался бивень мамонта. Человек в ту эпоху уже расселился в Сибири и проник в Северную Америку.
На охоте людей сопровождали собаки. Останки двух собак были обнаружены в позднеплейстоценовых слоях Украины. По внешнему виду они напоминали современного немецкого дога, возможно, по той причине, что их специализация состояла в загоне крупных млекопитающих — мамонтов. Большое количество мамонтовых костей в местах человеческих стоянок ясно указывает на то, что мамонт к тому времени был ценен для человека не только мясом, но и, в частности, костями как материалом для строительства или поделок, поэтому охота на него стала интенсивной.
Культура позднего верхнего палеолита была уже далеко не однообразной. Возникло большое количество местных традиций, различавшихся образом жизни и орудиями. Гамбургская культура занимала низины и север Германии до древнего дриаса, когда одновременно с группой Хавелте поздней гамбургской культуры в Дании и на юге Швеции возникла культура Федермессер, кочевавшая за стадами северного оленя. К югу от гамбургской существовала мадленская культура, которая к тому времени уже имела длительную традицию. На Украине существовала, в частности, молодовская культура, использовавшая бивни мамонта для строительства жилищ.